# Swimfan
Pour plus de détails, voir Fiche technique et Distribution.
Swimfan, la fille de la piscine ou L'Obsédée au Québec (Swimfan) est un film américain réalisé par John Polson, sorti en 2002.

## Synopsis
Ben Cronin (Jesse Bradford) a tout l'avenir devant lui, y compris l'amour d'Amy Miller (Shiri Appleby), mais Madison Bell (Erika Christensen) intervient, et fait tout pour le séduire. Elle parvient une nuit à le faire craquer, et lorsqu'il lui fait entendre que ce n'était qu'un accident, elle se venge...

## Fiche technique
- Titre original : Swimfan
- Titre français : Swimfan, la fille de la piscine
- Titre québécois : L'obsédée
- Réalisation : John Polson
- Scénario : Charles F. Bohl et Phillip Schneider
- Direction artistique : Frank White III
- Décors : Kalina Ivanov
- Costumes : Arjun Bhasin
- Photographie : Giles Nuttgens (en)
- Montage : Sarah Flack
- Musique : John Debney, Louis Febre
- Production : Joseph M. Caracciolo Jr., John Penotti, Allison Lyon Segan ; Fisher Stevens, Tim Williams (exécutifs) ;  Courtney Potts (associée) ; Marcy Drogin, Jamie Gordon,   Bradley Yonover (coproducteurs)
- Sociétés de production : Cobalt Media Group, GreeneStreet Films, Further Films et Forrest Films
- Société de distribution : Twentieth Century Fox
- Pays :  États-Unis
- Langue : anglais
- Format : Couleurs - 35 mm - 2,35:1 - Dolby Digital
- Durée : 85 min
- Dates de sortie : 
  - États-Unis : 19 août 2002 (première)
  - États-Unis : 6 septembre 2002 (sortie nationale)
  - Belgique : 23 août 2003[1]

## Distribution
- Jesse Bradford (VF : Christophe Lemoine ; VQ : Renaud Paradis) : Ben Cronin
- Erika Christensen (VF : Adeline Moreau ; VQ : Catherine Bonneau) : Madison Bell
- Shiri Appleby (VF : Élisa Bourreau ; VQ : Aline Pinsonneault) : Amy Miller
- Kate Burton (VF : Monique Nevers ; VQ : Claudine Chatel) : Carla Cronin
- Clayne Crawford (VF : Adrien Antoine ; VQ : Martin Watier) : Josh
- Jason Ritter (VF : Emmanuel Garijo ; VQ : Hugolin Chevrette-Landesque) : Randy
- Kia Goodwin (VF : Fily Keita) : Rene
- Dan Hedaya (VF : Yves Beneyton ; VQ : Luis de Cespedes) : Entraîneur Simkins
- Nick Sandow : Inspecteur John Zabel
- James DeBello (VQ : Tristan Harvey) : Christopher Dante
- Malcolm Barrett : Jock
- Michael Higgins : M. Tillman
- Pamela Isaacs : Mme Egan
- Phyllis Somerville : Tante Gretchen

Sources et légende: Version française (VF) sur VoxoFilm et Version québécoise (VQ) sur Doublage Québec